# C♯
C# (engl. C Sharp) jest objektno orijentirani programski jezik koji su razvili Anders Hejlsberg i drugi u tvrtci Microsoft. 
C# je osmišljen kako bi .NET platforma dobila programski jezik koji bi što više iskoristio njezine sposobnosti. Sličan je programskim jezicima Java i C++.

## Primjer
```
using
 
System
;

class
 
HelloWorld

{

        
public
 
static
 
void
 
Main
(
string
[]
 
args
)

        
{

                
Console
.
WriteLine
(
"Hello World!"
);

        
}

}

```